# Tradiciones orales evangélicas
Las tradiciones orales evangélicas (del alemán: mündliche Überlieferung) se asume que trasmitieron los dichos y hechos de la vida de Jesús antes y después de haber sido plasmadas como Logia Iesu y en los Evangelios canónicos.
La tradición oral estaba formada por diferentes tipos de historias, incluyendo las parábolas, los milagros, relatos históricos y la narración de la Pasión de Cristo. Fueron transmitidas en unidades sin orden cronológico. Pronto fueron registradas por escrito como colecciones de historias similares. Las tradiciones también incluían dichos atribuidos a Jesús junto con otros dichos, formaban la tradición oral del evangelio. La suposición de tales tradiciones ha sido el foco de estudiosos como Bart Ehrman, James Dunn, y Richard Bauckham, aunque cada uno de los estudiosos varía ampliamente en sus conclusiones, con Ehrman y Bauckham debatiendo públicamente sobre el tema.
A comienzos del siglo XX, las tradiciones orales se convirtieron en objeto de estudio utilizando los métodos de la historia de las formas, fundamentalmente por el académico alemán Rudolf Bultmann. No obstante, Bultmann consideró que no existía frontera real entre la transmisión oral y textual.

## Métodos críticos: fuente y forma crítica

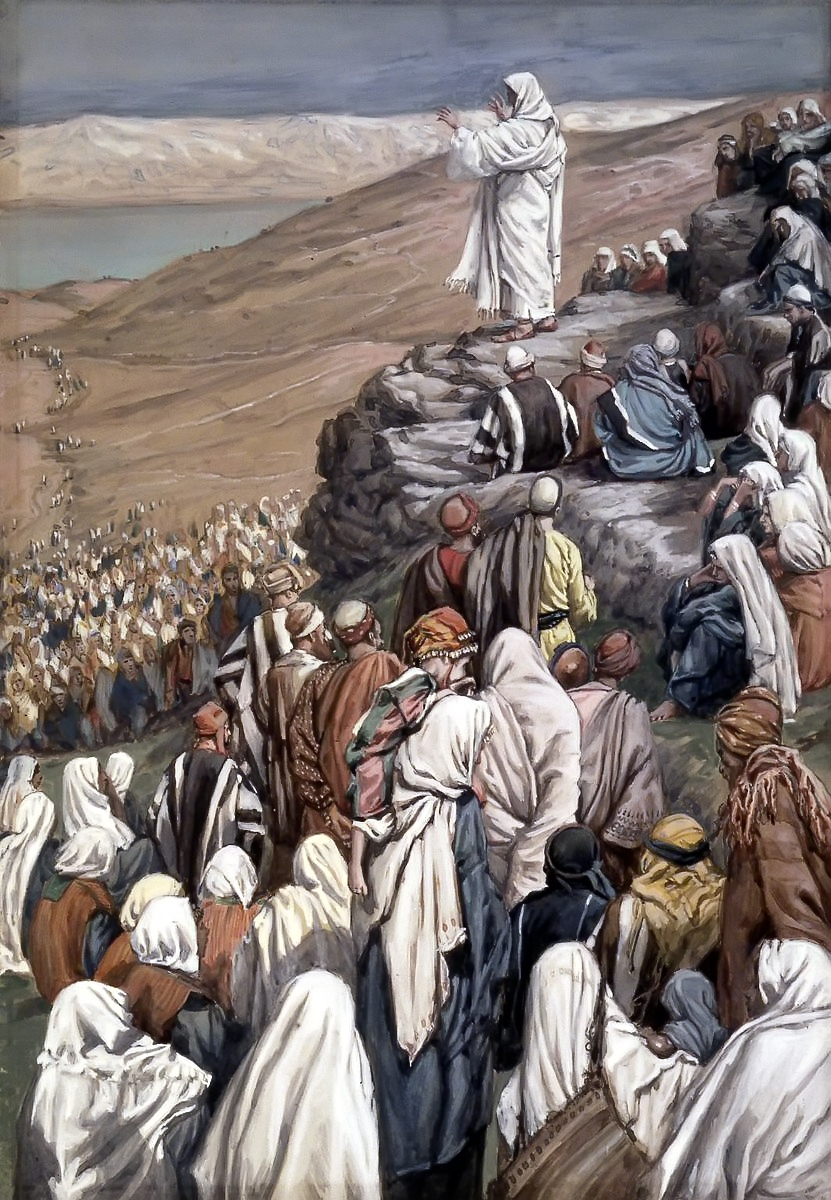
James Tissot, The Beatitudes Sermon, c. 1890, Brooklyn Museum

Los eruditos bíblicos utilizan una variedad de metodologías críticas conocidas como crítica bíblica. Aplican la crítica de la fuente para identificar las fuentes escritas bajo los evangelios canónicos. Los eruditos generalmente entendían que estas fuentes escritas debían tener una prehistoria como relatos orales, pero la propia naturaleza de la transmisión oral parecía descartar la posibilidad de recuperarlas. Sin embargo, a principios del siglo XX el erudito alemán Hermann Gunkel demostró un nuevo método crítico, la  crítica de la forma, que creía que podía descubrir rastros de la tradición oral en los textos escritos. Gunkel se especializó en los estudios del Antiguo Testamento, pero otros estudiosos pronto adoptaron y adaptaron sus métodos al estudio del Nuevo Testamento.
Existe un consenso moderno de que Jesús debe ser entendido como un judío en un entorno judío. Según el erudito Bart D. Ehrman, Jesús estaba tan firmemente arraigado en su propio tiempo y lugar como judío palestino del siglo I - con su antigua comprensión judía del mundo, y de Dios - que no se traduce fácilmente a un lenguaje moderno. Ehrman subraya que Jesús se crio en un hogar judío en la aldea judía de Nazaret. Fue criado en una cultura judía, aceptó las costumbres judías y finalmente se convirtió en un maestro judío, que, como otros maestros judíos de su época, debatía la Ley de Moisés de forma oral. Los primeros cristianos sostenían estas enseñanzas de Jesús de forma oral. Los rabinos o maestros de cada generación fueron educados y entrenados para transmitir esta tradición oral con precisión. Constaba de dos partes: la tradición de Jesús (es decir, los logia o dichos de Jesús) y la opinión inspirada. La distinción es de autoridad: cuando el Jesús terrenal ha hablado sobre un tema, esa palabra debe ser considerada como una instrucción o mandato.
La exactitud de la tradición oral del Evangelio estaba asegurada por la designación por parte de la comunidad de ciertos individuos eruditos como principales responsables de conservar el mensaje evangélico de Jesús. La prominencia de los maestros en las primeras comunidades, como la Iglesia de Jerusalén, se explica mejor por la confianza de las comunidades en ellos como depositarios de la tradición oral.  Uno de los rasgos más sorprendentes que surgen de este estudio es la "sorprendente consistencia" de la historia de la tradición "que dio origen al NT".
Una reseña del libro de Richard Bauckham Jesus and the Eyewitnesses: The Gospels as Eyewitness Testimony afirma que "la opinión generalizada en la academia es que las historias y los dichos de Jesús circularon durante décadas, sufriendo innumerables recuentos y embellecimientos antes de ser finalmente puestos por escrito."

## Las tradiciones orales y la formación de los evangelios
Los estudiosos modernos han llegado a la conclusión de que los Evangelios canónicos pasaron por cuatro etapas en su formación:
1. La primera etapa fue oral, e incluía diversos relatos sobre Jesús, como la curación de enfermos o el debate con los adversarios, así como parábolas y enseñanzas.
2. En la segunda etapa, las tradiciones orales comenzaron a ser escritas en colecciones (colecciones de milagros, colecciones de dichos, etc.), mientras que las tradiciones orales siguieron circulando.
3. En la tercera etapa, los primeros cristianos empezaron a combinar las colecciones escritas y las tradiciones orales en lo que podría llamarse "proto-evangelios" - de ahí la referencia del Evangelio de Lucas a la existencia de "muchas" narraciones anteriores sobre Jesús
4. En la cuarta etapa, los autores de nuestros cuatro Evangelios se basaron en estos proto-evangelios, colecciones y tradiciones orales que aún circulaban para producir los evangelios de Mateo, Marcos,  Lucas y  Juan.[3]

Los evangelios de Marcos, Mateo y Lucas se conocen como los Evangelios sinópticos por su gran interdependencia. Desde el siglo XX, los eruditos están de acuerdo en que Marcos fue el primero de los evangelios en ser escrito. El autor no parece haber utilizado extensas fuentes escritas, sino más bien haber entretejido pequeñas colecciones y tradiciones individuales en una presentación coherente. En general, aunque no de forma universal, se acepta que los autores de Mateo y Lucas utilizaron como fuentes el evangelio de Marcos y una colección de dichos llamada la fuente Q. Estos dos juntos representan la mayor parte de cada uno de Mateo y Lucas, con el resto formado por cantidades más pequeñas de material de origen único para cada uno, llamado la Fuente M para Mateo y la Fuente L para Lucas, que puede haber sido una mezcla de material escrito y oral. La mayoría de los estudiosos creen que el autor del evangelio de Juan utilizó fuentes orales y escritas diferentes de las que disponían los autores sinópticos - una fuente "signos", una fuente de "discurso revelador", y otras - aunque hay indicios de que un redactor posterior de este evangelio puede haber utilizado a Marcos y Lucas.
La transmisión oral también puede considerarse como un enfoque diferente para entender los Evangelios Sinópticos en la erudición del Nuevo Testamento. Las teorías actuales intentan vincular los tres evangelios sinópticos a través de una tradición textual común.  Sin embargo, surgen muchos problemas al vincular estos tres textos (véase el problema sinóptico). Esto ha llevado a muchos estudiosos a plantear la hipótesis de la existencia de un cuarto documento del que Mateo y Lucas se nutrieron de forma independiente (por ejemplo, la fuente Q). La hipótesis de la transmisión oral basada en la tradición oral se aleja de este modelo, proponiendo en cambio que esta tradición común y compartida se transmitió oralmente y no a través de un documento perdido.

## Lectura adicional
- Aune, David E. (2004). «Oral Tradition in the Hellenistic World».  En Wansbrough, Henry, ed. Jesus and the Oral Gospel Tradition. Continuum International Publishing Group. ISBN 978-0-567-04090-9.
- Aune, David E. (2010). «Form Criticism».  En Aune, David E., ed. The Blackwell Companion to The New Testament. John Wiley & Sons. ISBN 978-1-4443-1894-4.
- Bockmuehl, Markus (2004). This Jesus: Martyr, Lord, Messiah. Continuum International Publishing Group. ISBN 978-0-567-08296-1.
- Dunn, James D. G. (2003a). «The History of the Tradition: New Testament».  En Dunn, James D. G.; Rogerson, John William, eds. Eerdmans Commentary on the Bible. Wm. B. Eerdmans Publishing Company. pp. 950-71. ISBN 978-0-8028-3711-0.
- Ehrman, Bart (2005). Lost Christianities: The Battles For Scripture And The Faiths We Never Knew. Oxford University Press. ISBN 978-0-19-518249-1.
- Hammann, Konrad (2012). Rudolf Bultmann – Eine Biographie. ISBN 978-3-16-152013-6.
- Kelber, Werner H. (1983). The oral and the written Gospel: the hermeneutics of speaking and writing in the synoptic tradition, Mark, Paul, and Q. Indiana University Press. ISBN 978-0-253-21097-5.
- Wansbrough, Henry (2004). «Introduction».  En Wansbrough, Henry, ed. Jesus and the Oral Gospel Tradition. Continuum International Publishing Group. ISBN 978-0-567-04090-9.